# Гызылгая (Туркменистан)
Гызылгая (туркм. Gyzylgaýa) — посёлок городского типа в Туркменбашийском этрапе Балканского велаята, Туркменистан. Посёлок расположен в 242 км от железнодорожной станции Красноводск (на линии Ашхабад — Красноводск).
Статус посёлка городского типа с 1956 года. До 1993 года носил название Кизыл-Кая.
Через Гызылгая проходит железнодорожная линия Север — Юг (Новый Узень (Жанаозен) — Гызылгая — Берекет — Этрек (Туркменистан) — Горган (Иран)).

## Население
| 1959 | 1970 | 1979 | 1989 |
| ---- | ---- | ---- | ---- |
| 2202 | 1688 | 2636 | 1904 |